# Horacio García Blanco
Horacio García Blanco (n. Buenos Aires, Argentina; 15 de julio de 1937 - f. Buenos Aires, Argentina; 30 de mayo de 2002) fue un reconocido periodista y comentarista deportivo radial argentino.

## Carrera
Horacio García Blanco fue un especializado periodista deportivo principalmente de boxeo. Integró el tribunal de honor de la Unión de Periodistas de Boxeo de Argentina.
Su carrera comenzó en 1959 en Radio El Mundo. Luego le siguieron 27 años de trabajo en Radio Rivadavia, junto al relator José María Muñoz, entre otros trabajos radiales. En el periodismo escrito, dirigió la revista Goles, cuando los años 60 dieron paso a los 70, y también se lo vio en televisión en el programa Polémica en el fútbol. Incursionó como comentarista en las transmisiones del ciclo Fútbol, Pasión Permanente, como comentarista por Cadena 3 y posteriormente en Los 40 Principales, FM Latina, Somos Radio y FM Like.
Acompañando a Osvaldo Caffarelli a centímetros del cuadrilátero del Luna Park, su voz fue escuchada por miles de personas que vibraron con las peleas de Nicolino Locche, Oscar Bonavena y Carlos Monzón. Esa época de gloria para el boxeo argentino había coincidido con su gran momento profesional. Integró el equipo de trabajo del tradicional programa "La oral deportiva Edmundo Campagnale".
El periodista, que cubrió un total de nueve Mundiales se quedaba con el Brasil del 70, la Holanda del 74 y el Juvenil Argentino del '79.
Ha trabajado con grandes del mundo del periodismo deportivo argentino, como el legendario Enzo Centenario Argentino Ardigó, Ricardo Arias, Osvaldo Principi, Horacio Salatino y Orlando Ferreiro, entre otros.

## Fallecimiento
Horacio García Blanco murió el 30 de mayo de 2002, en la clínica porteña de la Santísima Trinidad, a causa de un cáncer que derivó en una insuficiencia renal. Su muerte se vio agravada por el insólito caso del corralito, que restringía retiros de dinero de los depósitos bancarios, de los cuales el periodista tenía ahorrado durante sus 40 años de trayectoria. Ese dinero iba a ser utilizado para poder operarse de un trasplante de riñón en Barcelona, España, ya que se había agotado la lista de espera que tenía en Argentina. En enero de ese año había sufrido un infarto, pero a pesar de las peticiones judiciales reiteradas, nunca pudo retirar sus ahorros.
La jueza María Cristina Carrión de Lorenzo solo le otorgó el 10 por ciento de los 568.000 dólares, o su equivalente en pesos. En febrero el periodista había hecho un llamado desesperado que no dio ninguna respuesta.
Su hija salió en un reportaje explicando que: 

"Una jueza no lo autorizó a sacar sus ahorros, que estaban congelados, porque entendía que la gravedad de la dolencia de mi padre no lo justificaba".

El 3 de enero de 2003 el Consejo de la Magistratura desestimó el juicio político por mal desempeño contra dicha jueza, que no sólo le impidió sacar al periodista ese dinero, sino que al mismo tiempo decretó una medida que le permitió a ella y a su marido poder sacar todos sus ahorros.